# Jaroslava Černá
Jaroslava Černá, roz. Perutková (25. srpna 1959, Hranice), je česká spisovatelka převážně historických románů. a pedagožka.

## Život
Po gymnáziu v Hranicích studovala Sociálně právní školu v Ostravě, deset let pracovala jako sociální pracovnice, později učila na soukromé střední škole, kde vyučovala i angličtinu. Provozuje relaxační a astrologické středisko Návrat jara.